# Alfredo Vega
Alfredo Vega López (Motos, Alustante, 4 de septiembre de 1957) es un político español, miembro del Partido de los Socialistas de Cataluña. Fue alcalde de Tarrasa entre el 16 de noviembre de 2017 y el 15 de junio de 2019.

## Biografía
Natural de la localidad guadalajareña de Motos, se licenció en Geografía e Historia. Se trasladó a Tarrasa en 1974.
En 2007 fue elegido como concejal en el Ayuntamiento de Tarrasa por el PSC, en la lista del que ocupaba la undécima posición. Ocupó la cuarta tenencia de alcaldía y fue responsable del área de Servicios a las personas, de Deportes y de Universidades.
En 2011 volvió a ser elegido, en este caso como número dos de la lista del PSC por detrás de Pere Navarro. Pasó a ser segundo teniente de alcalde, responsable del Área de Hacienda y Servicios Generales y concejal de Hacienda, Recursos Humanos, Servicios Generales y Sistemas de Información. El 30 de noviembre de 2012 asumió la alcaldía en funciones tras la renuncia de Navarro, hasta que Jordi Ballart asumió el cargo.
En 2015 fue de número siete en las listas del PSC, y repitió como segundo teniente de alcalde, y también al frente del área de Servicios Generales y Gobierno Abierto. Asumió, también, las concejalías de Organización y Recursos Humanos, de Estructura Territorial y Distritos, de Servicios Económicos y Gestión Tributaria, de Servicios Jurídicos, Tecnología, Transparencia y Calidad, de Contratación y Patrimonio y de Sistemas de Información y Atención ciudadana, además de ser el concejal del Distrito 1. Con la entrada de CiU en el gobierno municipal en julio de 2015, sin embargo, pasó a ser el tercer teniente de alcalde.
En marzo de 2017, Vega asumió la primera tenencia de alcaldía y, también, la concejalía del Agua, encargada de guiar el proceso de municipalización del agua en la ciudad. Después de la ruptura del pacto entre el PSC y el PDeCAT y de la dimisión de Jordi Ballart, la agrupación local del PSC lo eligió candidato a la alcaldía por unanimidad. El 16 de noviembre de 2017 fue proclamado alcalde de Tarrasa por mayoría simple con los votos del PSC.